# Woolmer Green
Woolmer Green is een civil parish in het bestuurlijke gebied Welwyn Hatfield, in het Engelse graafschap Hertfordshire met 1362 inwoners.